# Силы народной мобилизации
Силы народной мобилизации (араб. الحشد الشعبي‎, Хашд аш-Шааби) — вооруженное формирование в составе Вооружённых сил Ирака, подчиняющееся непосредственно премьер-министру страны. В его состав входят десятки преимущественно шиитских вооруженных группировок (большинство из которых поддерживаются Ираном), а также небольшие суннитские, христианские и езидские отряды.
Организация была сформирована в июне 2014 году путём формального объединения существующих нерегулярных частей боевиков, воюющих под эгидой министерства внутренних дел Ирака. Силы народной мобилизации принимали участие в Гражданской войне в Ираке (2013–2017) на стороне правительства, в первую очередь, против Исламского государства.  В декабре 2016 года Совет представителей Ирака принял закон, который закрепил правовой статус СНМ.
По данным The National Interest, из 100 тысяч бойцов примерно 80 процентов в той или иной мере поддерживаются из-за границы иранским Корпусом стражей исламской революции (КСИР). Проиранские организации в СНМ включают Организацию Бадра, «Асаиб Ахль аль-Хак», «Катаиб Хезболлу», Бригады аль-Имам Али, «Сарайя Хорасани» и других. Некоторые организации в составе СНМ считаются террористическими некоторыми странами, включая США.
Во время иракских протестов 2019 года, вызванных безработицей и коррупцией, проиранские группы СНМ обвинялись в ответственности за убийства и нанесения ранений протестующим.